# Peyzac-le-Moustier
Peyzac-le-Moustier – miejscowość i gmina we Francji, w regionie Nowa Akwitania, w departamencie Dordogne.
Według danych na rok 1990 gminę zamieszkiwało 117 osób, a gęstość zaludnienia wynosiła 12 osób/km² (wśród 2290 gmin Akwitanii Peyzac-le-Moustier plasuje się na 1059. miejscu pod względem liczby ludności, natomiast pod względem powierzchni na miejscu 1079.).
Na granicy miejscowości Peyzac-le-Moustier i Tursac rzeka Vimont wpływa do Vézère.

## Zabytki
W gminie Peyzac-le-Moustier, w skałach urwiska nad brzegami Vézère znajduje się Roque Saint-Christophe – naturalna formacja skalna, która była zamieszkiwana przez człowieka w czasach prehistorycznych ok. 55 tysięcy lat temu, a następnie zmodyfikowana i zaadaptowana na potrzeby miasta w czasach od średniowiecza do wczesnego renesansu. Okolice słyną z prehistorycznych stanowisk archeologicznych. Niedaleko znajduje się m.in. wpisana na Listę światowego dziedzictwa UNESCO jaskinia Lascaux.